# 하얀 외침 검은 태양
《하얀 외침 검은 태양》(Le Brasier)은 프랑스에서 제작된 에릭 바비에 감독의 1991년 드라마 영화이다. 마루츠카 데트메르스 등이 주연으로 출연하였다.

## 출연

### 주연
- 마루츠카 데트메르스
- 쟝 마르 바
- 톨스티

### 조연
- 티에리 포티누
- 프랑수아 아지-라자호
- 실비아 웰스
- 아카디우스 스몰라크직

## 기타
- 협력프로듀서: 류 리윈
- 미술: 자크 버프누아